# 오울루호
오울루호(핀란드어: Oulujärvi 오울루얘르비[*])는 핀란드 북부 카이누 지역의 호수다. 면적 928 평방킬로미터로 카이누 지역에서 가장 넓은 호수이며, 핀란드 전국에서 다섯 번째로 넓은 호수다. 호숫물은 오울루강을 통해 포흐야만으로 빠져나간다.